# Peter van Dongen
Peter van Dongen (Amsterdam, 21 ottobre 1966) è un fumettista e illustratore olandese.
Laureato alla Grafische School di Amsterdam ha pubblicato i suoi primi fumetti su riviste alternative e non professionistiche come Rebel Comix e Balloen.
Il suo debutto avviene nel 1990 con la pubblicazione di Muizentheater, la storia di due ragazzi della classe operaia che crescono ad Amsterdam durante gli anni della depressione.